# Petra De Sutter
Petra De Sutter (Oudenaarde, 10 de junio de 1963) es una ginecóloga belga y política del Partido Verde que se desempeña como vice primera ministra en el gobierno del primer ministro Alexander De Croo desde 2020. Desde su puesto está encargada del servicio público y las empresas públicas.
De Sutter anteriormente fue miembro del Parlamento Europeo desde 2019 hasta 2020. También ha trabajado como profesora de ginecología en la Universidad de Gante, jefa del Departamento de Medicina Reproductiva del Hospital Universitario de Gante (UZ Gent).
El día 18 de septiembre de 2024, De Sutter condenó como ataque terrorista la explosión de dispositivos de comunicación en el Líbano, presuntamente utilizados por miembros de Hezbollah. 

## Carrera política

### Miembro del Senado, 2014-2019
En las elecciones europeas de 2014, De Sutter ocupó el segundo lugar en la lista del Partido Verde Flamenco. Sin embargo, aunque el partido aumentó en votos, no consiguió un escaño adicional. Posteriormente fue cooptada por su partido para un escaño en el Senado belga. Como mujer trans, se convirtió en la primera belga abiertamente transgénero en estar en una lista electoral de un partido.
Además de su papel en el Senado, De Sutter se desempeñó como miembro de la delegación belga en la Asamblea Parlamentaria del Consejo de Europa desde 2014 hasta 2019. Como miembro del Grupo de Socialistas, Demócratas y Verdes, formó parte del Comité de Migración, Refugiados y Personas Desplazadas, de la Comisión de Reglamento, Inmunidades y Asuntos Institucionales, del Subcomité de Integración, del Subcomité de Salud Pública y Desarrollo Sostenible, y del Subcomité de Ética. Se desempeñó como relatora de la Asamblea sobre los derechos del niño con relación a los acuerdos de vientres de alquiler (2016); sobre el uso de nuevas tecnologías genéticas en seres humanos (2017); y sobre las condiciones de acogida de refugiados y migrantes (2018).
Desde su debut político, De Sutter ha abordado temas importantes: una regulación para los vientres de alquiler a nivel belga y europeo, investigación clínica independiente en la industria farmacéutica, los riesgos del TTIP para la protección de los consumidores de alimentos y productos químicos, y la defensa de los derechos de las personas LGTB.

### Eurodiputada, 2019-2020
El 15 de septiembre de 2018 se anunció que De Sutter buscaba la nominación como una de los dos candidatos principales de los Verdes europeos para las elecciones al Parlamento Europeo de 2019, que finalmente recayeron en el neerlandés Bas Eickhout y la alemana Ska Keller. Tras incorporarse al Parlamento, presidió la Comisión de Mercado Interior y Protección del Consumidor. Fue la primera política verde en este puesto. En 2020, también se unió al Comité Especial para Vencer al Cáncer.
Además de sus asignaciones en la comisión, De Sutter formó parte de la delegación del Parlamento para las relaciones con los países del sur de Asia ( Bangladés, Bután, Maldivas, Nepal, Pakistán y Sri Lanka ). También fue miembro del Intergrupo del Parlamento Europeo sobre Derechos LGTB y copresidió el grupo MEPs Against Cancer.

### Vice primera ministra de Bélgica, 2020
El 1 de octubre de 2020, De Sutter juró como una de los siete vice primeros ministros del gobierno del primer ministro de Bélgica Alexander De Croo, convirtiéndose en la política trans más importante de Europa.

## Otras actividades
- Amigos de Europa, miembro del Patronato (desde 2020)[15]